# IFK Värnamo
IFK Värnamo, egentligen Idrottsföreningen Kamraterna Värnamo, är en fotbollsklubb i Värnamo i Sverige, bildad 1912. De största framgångarna har klubben haft i fotboll för herrar. 
Jonas Thern som spelade i fotbollslandslaget, bland annat under VM 1994, kommer från Värnamo och har IFK Värnamo som moderklubb. Inför 2010 anlitades han som tränare för klubbens herrlag i fotboll och tog därefter IFK Värnamo till serieseger i Division 1 södra samma år. IFK Värnamo spelade därefter totalt nio säsonger i Superettan mellan 2011 och 2021. Laget vann Superettan 2021 och spelar sedan 2022 i Allsvenskan.  
IFK Värnamo spelar sina hemmamatcher på Finnvedsvallen och använder sig av träningsanläggningen på Ljusseveka i Värnamo.  
Den ursprungliga spelardräkten var helvit med vita tröjor och vita byxor.

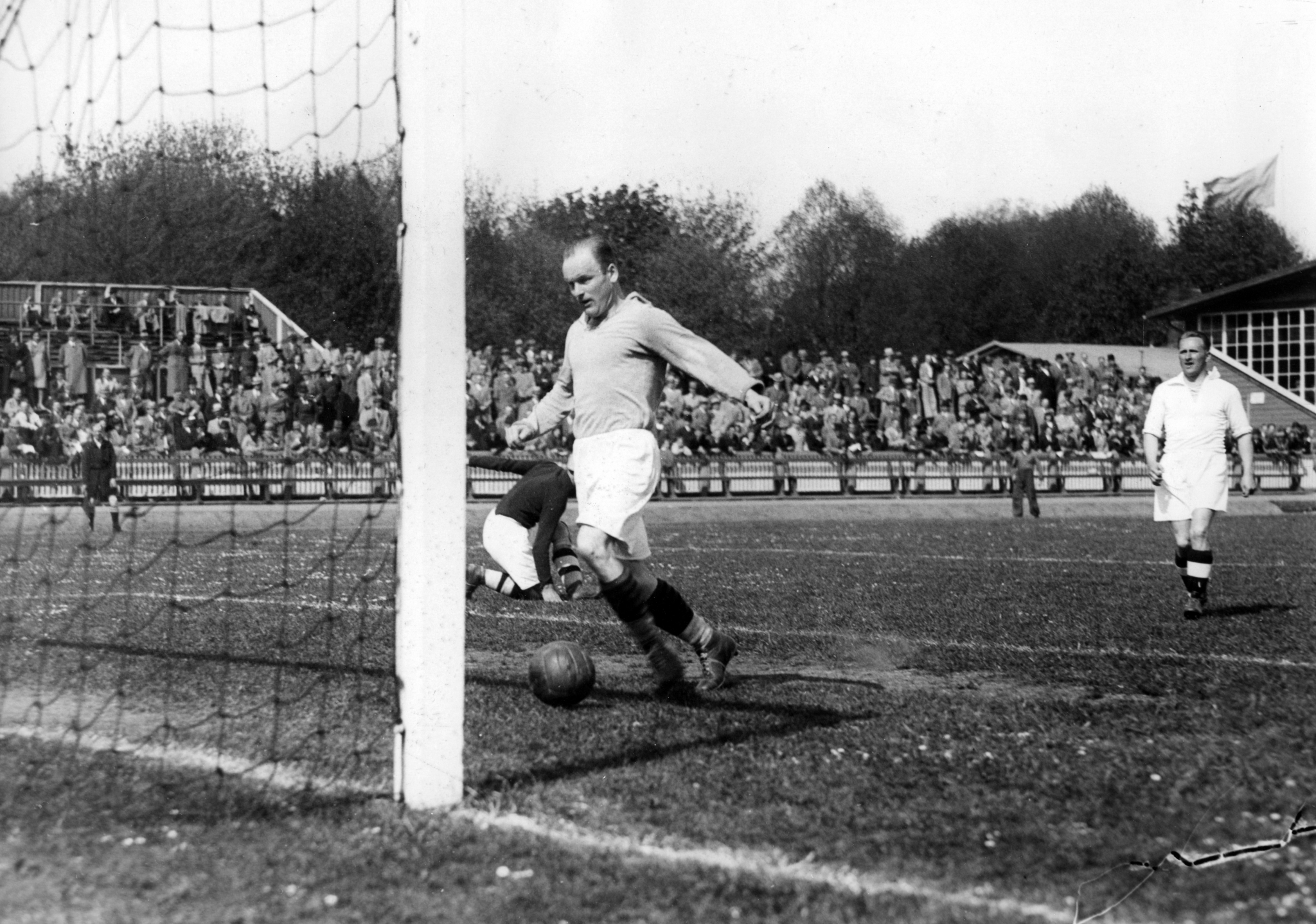
Värnamo hade sin första storhetstid i nästhögsta serien på 30-talet när man spelade i helvitt som Real Madrid. IFK Malmös Torsten Brost gör mål på de helvita 14 maj 1939, men Värnamo slutade ovanför dem i tabellen. Värnamos Gustav Kvarnström till höger i bild.

## Historia
Den 24 oktober 2010 tog IFK Värnamo en plats i Superettan 2011 när klubben vann Division 1 på 52 poäng, en poäng före Qviding FIF och fyra poäng före IF Sylvia. Seriesegern tillika avancemanget säkrades i sista omgången efter seger med 5–0 mot Kristianstads FF inför 2852 åskådare hemma på Finnvedsvallen. Jonas Thern stod då som huvudtränare för IFK Värnamos herrlag.
Efter att Jonas Thern avgått som tränare för att en under kort tid bli sportchef i klubben, tillkännagavs två nya tränare, Glenn Ståhl och Tony Johansson.

### 2011–2013 "Kvalperioden"
Den 11 april 2011 spelade IFK Värnamo sin allra första match i Superettan, mot Landskrona BoIS vilket slutade med 1–1. Första superettan-målet gjordes av 19-åriga Viktor Claesson. Tempot på spelet i Superettan blev dock som för många nykomlingar en svår omställning. Värnamo kvalade sig kvar genom att slå ut Väsby United.
Tony Johansson slutade som huvudtränare för IFK Värnamo och Glenn Ståhl tog över tillsammans med Martin Blom.
Den 11 juli 2012 tillsattes Jörgen Pettersson som huvudtränare istället för Ståhl efter ett antal svaga resultat. Efter vinster i de tre sista seriematcherna, bland annat vände IFK Värnamo ett 2–0-underläge till 2–3-vinst mot Halmstad borta i 87:e minuten, lyckades IFK Värnamo precis klara en kvalplats. I kvalet stod Lunds BK för motståndet. Värnamo fick med sig en 2–0-ledning på bortaplan och spelade 2–2 i hemmamötet. Trots detta valde tränaren Jörgen Pettersson att gå till Östers IF som assisterande tränare säsongen 2013. Ny tränare blev Sören Åkeby.
2013 tvingades IFK Värnamo kvalspela för tredje året i följd för att hålla sig kvar i Superettan. Denna gång stod Dalkurd FF för motståndet. Första matchen spelades i Borlänge där Värnamo förlorade med 1–0, men i returmötet i Värnamo vann IFK Värnamo med hela 5–1 och säkrade ytterligare en säsong i Sveriges näst högsta fotbollsliga.

### 2014–2017 Stabilisering
Inför säsongen 2014 brottades klubben med ekonomiska problem. I samband med detta kom klubben och Sören Åkeby överens om att gå skilda vägar eftersom "Sörens sätt och ambition att göra IFK Värnamo till ett stabilt Superettanlag går för närvarande inte i harmoni med klubbens ekonomiska möjligheter". Istället tog Jörgen Petersson åter över som huvudtränare tillsammans med Peter Kuno Johansson och IFK Värnamo meddelade att klubben skulle satsa på att hämta upp spelare dels från sitt eget U21-lag, dels från lag runt om från bygden.
Säsongen 2014 slutade IFK Värnamo på en 9:e plats vilket var den då bästa placeringen i klubbens historia, och de undvek därmed negativt kval för första gången i superettan.
Inför säsongen 2014 startades också en supporterklubb, Kamrat-12:an, i ett försök att bryta tystnaden på Finnvedsvallen. Kamrat-12:an har under det senaste åren växt snabbt och den supporterkulturen som inte fanns i Värnamo tidigare har börjat växa fram. Under 2018 startade även Kamrat-12:an upp en egen webbsida..
Efter säsongen 2016 slutade Jörgen Petersson och Peter Kuno Johansson som tränare för Värnamo efter tre säsonger. Klubben hade under samtliga tre år med dem som tränare undvikt kval, och på så sätt etablerat sig som en stabil superettanklubb.
Christian Järdler anställdes som ny tränare 2017 och tog med sig David Roufpanah som assisterande tränare från sin tid i Ängelholm FF. Detta år nådde klubben sin högsta placering hittills med en 6:e plats i ligan.

### 2018 Nedflyttning
Roar Hansen tog inför säsongen över klubben, då Östers IF under omdiskuterade former värvade Christian Järdler som tränare. Värnamo slutade säsongen på en 13:e plats och fick spela negativt kval. I kvalet blev det förlust mot Syrianska FC och IFK Värnamo åkte därmed ur superettan efter 8 år i serien.

### 2020 Återkomst till Superettan
När det 2020 återstod en omgång av den södra ettan låg IFK Värnamo fyra poäng före tvåan Landskrona BoIS och tog därmed klivet upp tillbaka till Superettan efter att ha spenderat två säsonger i division 1. Inför seriestarten i Superettan fick klubben däremot dras med ett dilemma. Detta då tränaren Jonas Thern saknade den tränarlicens som krävdes för att få leda laget i Superettan. Klubben meddelade därefter att Robin Asterhed skulle bli den nya huvudtränaren och att han skulle leda laget ihop med Thern som tog sig an rollen som assisterande tränare. Asterhed hade tidigare tränat Malmö FF:s ungdomssektion och kom senast från FC Köpenhamn.
Klubben blev hösten 2021 för första gången någonsin uppflyttad till Allsvenskan efter en seger mot AFC Eskilstuna. Uppflyttningen säkrades med tre matcher kvar av Superettan 2021.

### 2021 Historisk uppflyttning till Allsvenskan
Med 59 poäng på 30 matcher vann IFK Värnamo Superettan för första gången i klubbens historia (sex poäng före tvåan GIF Sundsvall) och kvalificerade sig därmed direkt till Allsvenskan. 

### Säsongerna i Allsvenskan 2022–
IFK Värnamo gjorde en stabil debutsäsong 2022, mycket tack vare anfallaren Marcus Antonsson som blev tvåa i skytteligan med sina 20 mål (59% av lagets alla mål) och därmed slutade som nykomling på 10:e plats av Allsvenskans totalt sexton lag, tjugo poäng från nedflyttning.
Inför säsongsstarten 2023 stod det klart att Simon Thern (son till Jonas Thern), skulle återvända till sin moderklubb där han spelade mellan 16 och 18 års ålder. IFK Värnamo tecknade ett 3-årskontrakt med Simon.
Efter 16 omgångar är Värnamo på elfte plats, samma poäng (17) som Mjällby på tionde plats. Detta efter att Simon Thern i 1–0 segermatchen 22 juli mot serieledande BK Häcken blivit historisk som första spelare att ha gjort mål för sex olika Allsvenskan-klubbar.

### Säsongen 2023
Säsongen 2023 inleddes med en vinst borta mot IFK Göteborg i premiären den 2 april 2023 där Marcus Berg nickade in ett mål i egen kasse efter en fint inslagen frispark av Oscar Johansson. Säsongen fortsatte på ”hemmaplan”, mer eller mindre 11 mil västerut i Borås eftersom hemmaplanen inte var i speldugligt skick. IFK Värnamo förlorade första hemmamatchen med 0–1 mot Mjällby. Totalt denna vår vann IFK Värnamo 4 av 12 matcher, d.v.s. 12 poäng på 12 matcher. Efter sommaruppehållet säkrade IFK Värnamo 3 poäng i Degerfors med sin 2–1-seger följt av en förlust mot Djurgården hemma på Finnvedsvallen med 1–2. Därefter tog Värnamo poäng i 4 av 6 matcher och spelade därefter kval till Svenska Cupen mot IFK Berga. Nyförvärvet Carl Johansson gjorde 2 assist i debuten vilket ledde till en 1–2-vinst.
Efter detta gjorde IFK Värnamo den starkaste hösten av alla Allsvenska lag och ledde hösttabellen till sista omgången. IFK Värnamo tog poäng i 8 av de sista 10 matcherna, 2 oavgjort och 6 vinster. (20 poäng på 10 matcher). Förlusterna kom mot Sirius i slutminuterna på hemmaplan den 25 september, och i sista omgången mot AIK på Friends Arena den 12 november.
Denna säsong hamnade IFK Värnamo på en 5:e plats av de 16 lagen i Allsvenskan, med 45 poäng.
IFK Värnamos huvudtränare Kim Hellberg hyllades för sina fina presentationer i Värnamo av media och av Värnamos fans.[källa behövs] Efter säsongen tog Anes Mravac över som ny huvudtränare efter att ha varit assisterande tränare under Hellberg. Hellberg lämnade på grund av utgående kontrakt.

### Säsongen 2024
Under säsongen 2024 genomgick IFK Värnamo betydande förändringar och utmaningar. Efter att ha förlorat flera nyckelspelare, inklusive tränaren Kim Hellberg som gick till Hammarby IF, stod laget inför en tuff omställning. Efter dåliga resultat  entledigades Anes Mravac från sin roll som huvudtränare för IFK Värnamo den 23 augusti 2024. Ferran Sibila började som huvudtränare för IFK  Värnamo samma dag. Trots dessa motgångar lyckades Värnamo behålla sin plats i Allsvenskan genom att besegra Landskrona BoIS i kvalspelet med ett sammanlagt resultat på 3–2. Matchhjälte blev backen Albin Lohikangas, som nickade in det avgörande målet. Denna prestation säkerställde klubbens fortsatta spel i Sveriges högsta division under 2025.
Under säsongen 2024 tvingades IFK Värnamo flytta sina fyra första allsvenska hemmamatcher från Finnvedsvallen på grund av att matchplanen inte uppfyllde kraven för allsvenskt spel.

## Talangfabriken
IFK Värnamo har länge varit förknippat med "talangfabrik". Spelare som Jonas Thern, Michael Svensson, Per Johansson, Ulrik Jansson, Patrik Ingelsten och Magnus Andersson har kommit fram i klubben.
År 2010 tog laget klivet från division 1 till Superettan – och var tillbaka i näst högsta serien för första gången på 41 år – genom ett lag lett av flera lovande 90-talister. Talangfulla spelare som slagit sig fram i Värnamo under 2010-talet inkluderar Issam Jebali, Viktor Claesson, Simon Thern, Niklas Hult, Loret Sadiku, Mohamed Bangura, Joseph Baffoe, Abbe Khalili, Dzenis Kozica och Jonathan Ring.

## Spelare

### Spelartruppen
(L) - Inlånad spelare
| Nummer      | Land      | Spelare               | Födelsedatum      | Kom från          | Moderklubb          |           |
| Målvakter   | Målvakter | Målvakter             | Målvakter         | Målvakter         | Målvakter           | Målvakter |
| ----------- | --------- | --------------------- | ----------------- | ----------------- | ------------------- | --------- |
| 1           | Finland   | Hugo Keto             | 9 februari 1998   | Sandefjord        | Honka               |           |
| 39          | Sverige   | Viktor Andersson      | 30 mars 2004      | Malmö FF          | GIF Nike            |           |
| Försvarare  |           |                       |                   |                   |                     |           |
| 2           | Sverige   | Johan Rapp            | 8 februari 2001   | Landskrona BoIS   | Västra Ingelstad IS |           |
| 3           | Sverige   | Axel Björnström       | 10 september 1995 | AIK               | FC Djursholm        |           |
| 4           | Ghana     | Rufai Mohammed (L)    | 15 mars 2006      | IF Elfsborg       | Inter Allies        |           |
| 5           | Sverige   | Victor Larsson        | 19 april 2000     | Torns IF          | BK Näset            |           |
| 6           | Sverige   | Hugo Andersson        | 1 januari 1999    | Randers           | Skurups AIF         |           |
| 16          | Sverige   | Albin Lohikangas      | 20 augusti 1998   | Gefle IF          | Brynäs IF           |           |
| 20          | Sverige   | Freddy Winsth         | 15 juli 1990      | IFK Värnamo U     | IFK Värnamo         |           |
| 24          | Sverige   | Emin Grozdanic        | 5 juli 1999       | Gais              | IFK Göteborg        |           |
| 27          | Sverige   | Johan Kenneryd        | 1 maj 2004        | IFK Värnamo U     | Lagans AIK          |           |
| Mittfältare |           |                       |                   |                   |                     |           |
| 7           | Sverige   | Carl Johansson        | 17 juni 1998      | VVV-Venlo         | Blomstermåla IK     |           |
| 8           | Sydafrika | Luke Le Roux          | 10 mars 2000      | Volendam          | Ikapa Sporting      |           |
| 11          | Brasilien | Wenderson             | 27 april 1999     | ABC               | ABC                 |           |
| 21          | Nigeria   | Ishaq Abdulrazak      | 5 maj 2002        | Anderlecht        | Unity Academy       |           |
| 22          | Sverige   | Simon Thern           | 18 september 1992 | IFK Göteborg      | IFK Värnamo         |           |
| 26          | Sverige   | Calle Johansson       | 13 december 2005  | IFK Värnamo U     | Anderstorps IF      |           |
| 28          | Ghana     | Frank Junior Adjei    | 20 mars 2004      | Bibiani Goldstars | Golden Boys Academy |           |
| 32          | Sverige   | Kenan Bilalovic       | 22 juni 2005      | IFK Värnamo U     | Värnamo Södra FF    |           |
| Anfallare   |           |                       |                   |                   |                     |           |
| 9           | Nigeria   | Johnbosco Samuel Kalu | 10 december 1997  | Räppe GoIF        | Abia Pillars        |           |
| 10          | Sverige   | Ajdin Zeljkovic       | 26 december 1997  | Örgryte IS        | Gunnilse IS         |           |
| 15          | Sverige   | Paweł Cibicki         | 9 januari 1994    | Pogoń Szczecin    | Nydala IF           |           |
| 17          | Sverige   | Fred Bozicevic        | 28 september 2007 | IFK Värnamo U     | IFK Värnamo         |           |
| 18          | Syrien    | Mohammad Alsalkhadi   | 29 juli 2001      | Sandvikens IF     | Oskarströms IS      |           |
| -           | Gambia    | Alasana Badjie (L)    | 0 december 2006   | Real De Banjul FC | Gambia              |           |

### Utlånade spelare
| Nr | Land | Pos | Namn |
| -- | ---- | --- | ---- |

| Nr | Land | Pos | Namn |
| -- | ---- | --- | ---- |